# جدة قاطعة

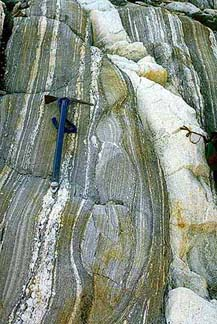
جيب للجرانيت ينفذ رأسيا بين صخور أقدم منه.

الجُدَّة القاطعة أو السَّدّ المُندَّس أو السدّ البُركاني أو الجيب النافذ في الجيولوجيا (بالإنجليزية: dike أو dyke) هو تداخل طبقة صخرية رقيقة (صهارة) أو ملحية خلال طبقات صخرية أقدم منها بحيث تقطعها أو تبرز فيها. وقد تكون الجيوب النافذة إما صهارة أو رسوبية الأصل، مثل الجيوب الملحية .

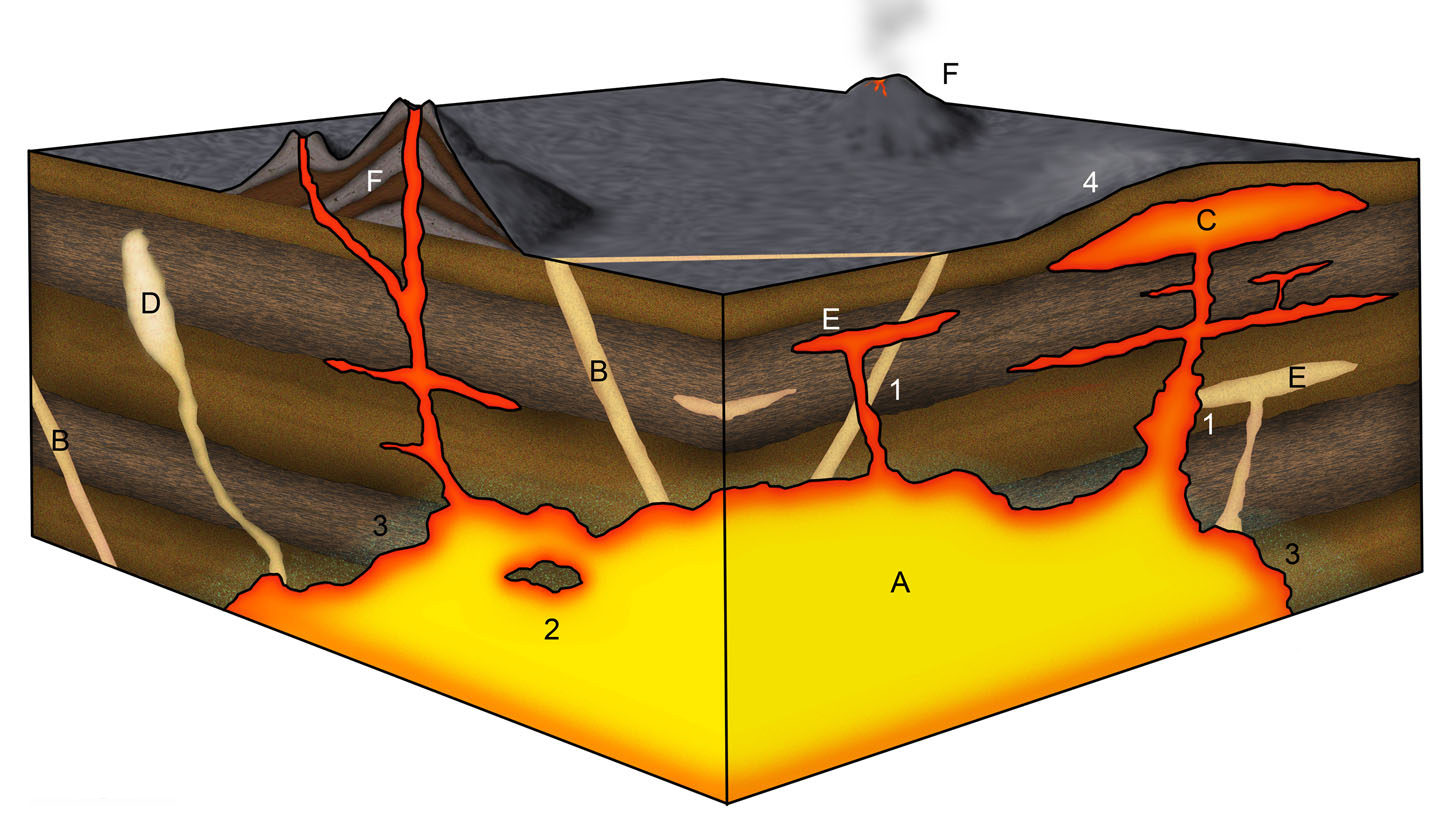
توضيح الفرق بين الجيب البركاني والجيب النافذ : جيب نافذ B = dike ; = جيب بركاني E = sill ; = بركان طبقي.

## الصهارة والجيب النافذ

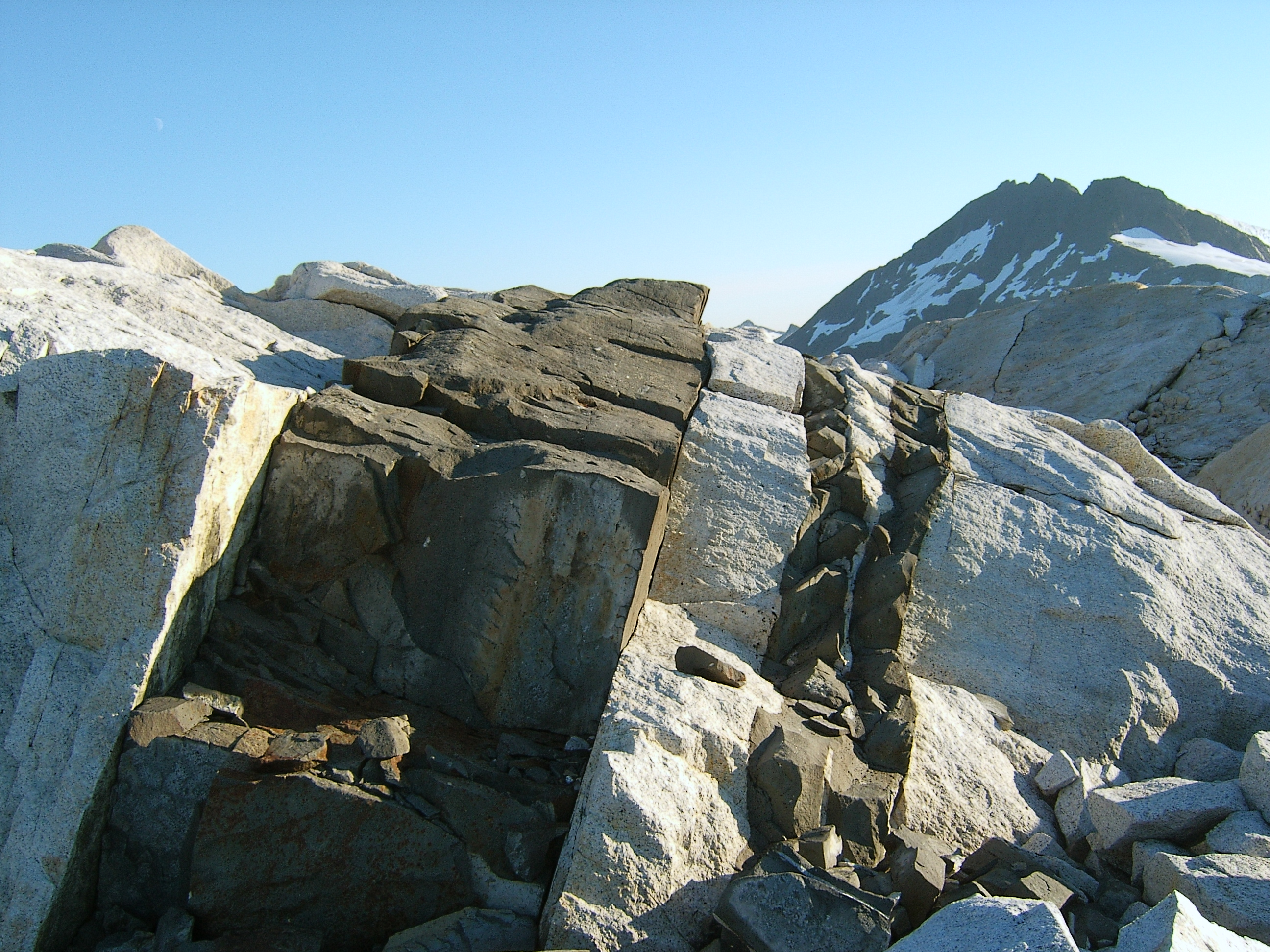
جيب نافذ صغير في صخور أقدم Alaska.

الجيب النافذ هو نفود الصهارة خلال طبقة ضخرية أقدم منها ويكون الجيب في هيئة اللوح . وقد يختلف سمك اللوح بين أقل من السنتيمتر إلى عدة أمتار، وقد يمتد عرضا لمسافة عدة كيلومترات . وهو يمثل تخلل الصهارة في شقوق موجودة في صخور أقدم منها . وتكون في العادة رأسية أو ذات زاوية قريبة من الرأسية، إلا أن الحركة التكتونية قد تغير من اتجاهها فتصبح أفقية. أما تخلل الطبقات الصخرية أو اللابة أفقيا من دون نفاذ فيسمي في الجيولوجيا جيوب بركانية Sill .

## اقرأ أيضا
- جدة موازية
- انفجار بركاني
- انبثاق بركاني
- بركان طبقي
- بركان درعي
- بركان تصدعي
- صهارة
- لوافظ آيسلندا
- بركان كليفلاند ألاسكا